# Utiroa
Utiroa è il capoluogo di Tabiteuea Nord sull’isola di Aanikai, nelle Kiribati.
Conta 774 abitanti nel 2020.
Quando nel 1841 fu visitata dalla Spedizione di Wilkes, contava almeno 900 abitanti e fu incendiata e rasa al suolo dagli statunitensi.